# Castell de la Cardosa
El Castell de la Cardosa és un edifici situat al nucli urbà del poble de la Cardosa, dins del terme municipal de Cervera, a la comarca de la Segarra. És una obra declarada Bé Cultural d'Interès Nacional.

## Descripció
Edifici de grans dimensions de planta quadrangular amb teulada a doble vessant i el carener paral·lel a la façana principal. Consta de planta baixa, dos pisos i golfes. La porta principal és d'arc de mig punt adovellat, està precedida per tres esglaons i queda flanquejada per dos contraforts atalussats que hi ha només a nivell de planta baixa. Als tres pisos superiors s'obren finestres allindades de diferents dimensions.
A la façana lateral s'obren dues grans finestres a la part superior d'arc rebaixat i a nivell del primer pis s'obre una finestra de grans dimensions amb la llinda i els brancals motllurats.
Hi ha altres edificacions secundàries als costat de la casa i per la part de darrere hi ha un pati.

## Història
Es té notícies del lloc de la Cardosa des del segle xi, època en què formava una quadra sota el domini de diversos cavallers. L'any 1398, la Cardosa es va convertir en carrer de Cervera, fins al 1452 quan Guillem de Tàrrega va comprar la senyoria del lloc. Els últims senyors del lloc, a principis del segle xix, van ser els Montull i Tello.
L'antiga casa senyorial de la Cardosa es va convertir en una masoveria fins que el va comprar l'artista Montse Gomis que el va restaurar i el va convertir en la seva residència i en un espai per l'art i la cultura: fa cursos, exposicions, trobades d'artistes....